# 월평공원

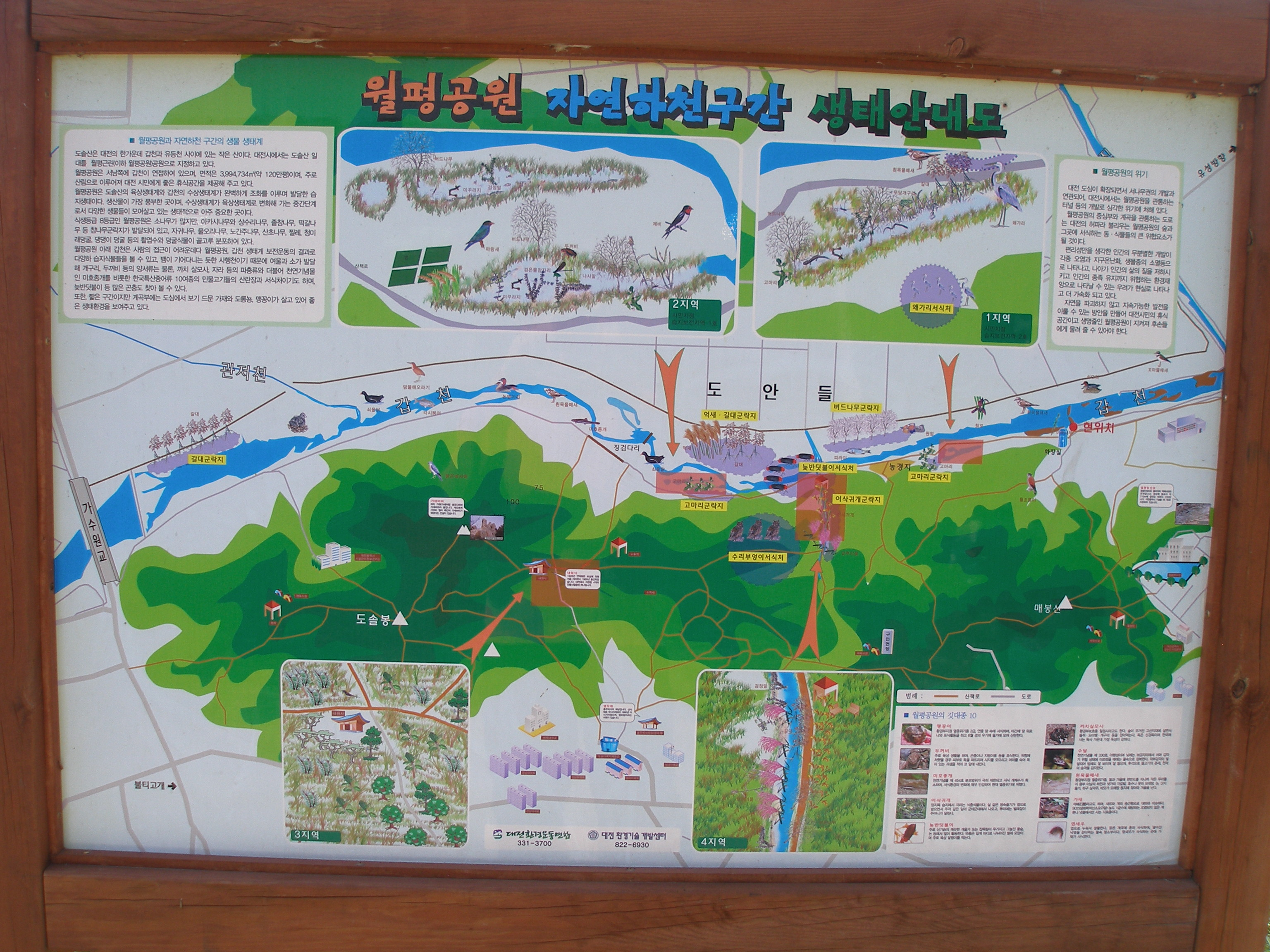
월평공원 생태안내도

월평공원은 대전광역시 갑천과 유등천 사이의 산 도솔산과 그 인근에 있는 공원이다.  면적은 399만 4734m2( 120여만평)에 이른다.
갑천의 대전시 구간 중 가수원동과 월평동은 잘 보존된 생태계를 가지고 있는데, 멸종위기 어류인 미호종개와 땅귀개 등 34종의 어류와 천연기념물인 황조롱이, 원앙이 등 59종의 조류가 발견되었다. 이 월평공원 구간은 국토해양부가 주최한 '한국의 아름다운 하천 100선'에 선정되었다.
도솔산에는 육상생태계가 갑천에는 수상생태계가 잘 보존이 되어 습지 생태계가 이루어져있다. 월평공원에는 소나무가 가장 많고, 아카시나무, 상수리나무, 졸참나무, 떡갈나무 등 참나무 군락지가 있고, 자귀나무, 물오리나무, 노간주나무, 산초나무같은 활엽수와 찔레, 청미래덩굴, 댕댕이 덩굴 같은 덩굴식물이 자라고 있다.
습지에는 뱀모양의 모양으로 흐르는 갑천이 여울과 소를 만들어내어 개구리, 두꺼비, 까치 살모사, 자라 등이 서식하고 있다. 또한 천연기념물인 미호종개와 한국특산인 10여 종의 민물고기들의 산란장과 서식처이다. 환경부에서는 늦반딧불이 서식처를 지정하여 보호하고 있다. 또한 도솔산의 계곡에는 도룡뇽, 맹꽁이가 살고 있다.